# Кубок Европы по лёгкой атлетике в помещении 2008
Кубок Европы по лёгкой атлетике в помещении 2008 года прошёл 16 февраля в Москве в манеже ЛФК «ЦСКА». Участники боролись за командную победу среди мужчин и женщин. Турнир стал четвёртым и заключительным в истории: после 2008 года Европейская легкоатлетическая ассоциация отказалась от его проведения.
Состав участвующих сборных был сформирован по итогам летнего Кубка Европы 2007 года. Приглашение получили первые шесть команд Суперлиги среди мужчин и женщин, а также по две лучшие страны из Первой лиги. Великобритания и Греция заранее отказались от участия в Кубке, их место заняли Украина и Швеция в мужском турнире и Испания — в женском.
Традиционно соревнования прошли в один день по сокращённой программе в технических видах. Всего было проведено 9 мужских и 10 женских дисциплин. Россиянин Евгений Борисов выиграл дистанцию 60 метров с барьерами с новым рекордом России — 7,44.

## Командное первенство
Женская сборная России в четвёртый раз подряд стала обладателем Кубка Европы. Российские мужчины завоевали командный приз впервые в истории.
| Место | Команда  | Очки |
| ----- | -------- | ---- |
| 1     | Россия   | 67   |
| 2     | Испания  | 49   |
| 3     | Италия   | 46   |
| 4     | Германия | 46   |
| 5     | Польша   | 35   |
| 6     | Швеция   | 30   |
| 7     | Украина  | 29   |
| 8     | Франция  | 27   |

| Место | Команда  | Очки |
| ----- | -------- | ---- |
| 1     | Россия   | 77   |
| 2     | Германия | 53   |
| 3     | Испания  | 50   |
| 4     | Польша   | 45   |
| 5     | Италия   | 44   |
| 6     | Беларусь | 41   |
| 7     | Украина  | 37   |
| 8     | Франция  | 23   |

## Сильнейшие в отдельных видах
Сокращения: WR — мировой рекорд | ER — рекорд Европы | NR — национальный рекорд | CR — рекорд соревнований

### Мужчины
| Дисциплина                 | 1-е место                                                                        | 1-е место  | 2-е место                                                        | 2-е место | 3-е место                                                                         | 3-е место |
| -------------------------- | -------------------------------------------------------------------------------- | ---------- | ---------------------------------------------------------------- | --------- | --------------------------------------------------------------------------------- | --------- |
| 60 м                       | Лукаш Хыла Польша                                                                | 6,61       | Андрей Епишин Россия                                             | 6,62      | Дмитрий Глущенко Украина                                                          | 6,63      |
| 400 м                      | Йохан Виссман Швеция                                                             | 46,55      | Клаудио Личчарделло Италия                                       | 46,57     | Максим Дылдин Россия                                                              | 46,60     |
| 800 м                      | Луис Альберто Марко Испания                                                      | 1.49,58    | Ливио Шандра Италия                                              | 1.49,73   | Юрий Колдин Россия                                                                | 1.49,91   |
| 1500 м                     | Диего Руис Испания                                                               | 3.48,31    | Кристиан Обрист Италия                                           | 3.48,85   | Бартош Новицкий Польша                                                            | 3.49,02   |
| 3000 м                     | Сергей Иванов Россия                                                             | 8.16,02    | Козимо Калиандро Италия                                          | 8.16,03   | Серхио Санчес Испания                                                             | 8.19,26   |
| 60 м с барьерами           | Евгений Борисов Россия                                                           | 7,44 NR CR | Джексон Киньонес Испания                                         | 7,57      | Томас Блашек Германия                                                             | 7,71      |
| Эстафета 800+600+400+200 м | Россия · Дмитрий Богданов · Юрий Борзаковский · Владислав Фролов · Роман Смирнов | 4.10,58 CR | Германия · Робин Шембера · Штеффен Ко · Инго Шульц · Штефан Куле | 4.12,07   | Италия · Кристиан Нойнхеузерер · Маурицио Боббато · Доменико Рао · Маттео Гальван | 4.15,91   |
| Прыжок с шестом            | Сергей Кучеряну Россия                                                           | 5,65 м     | Рено Лавиллени Франция                                           | 5,60 м    | Тобиас Шербарт Германия                                                           | 5,50 м    |
| Тройной прыжок             | Евгений Плотнир Россия                                                           | 16,77 м    | Андреас Поле Германия                                            | 16,43 м   | Виктор Ястребов Украина                                                           | 16,34 м   |

### Женщины
| Дисциплина                 | 1-е место                                                                        | 1-е место  | 2-е место                                                                  | 2-е место | 3-е место                                                                     | 3-е место |
| -------------------------- | -------------------------------------------------------------------------------- | ---------- | -------------------------------------------------------------------------- | --------- | ----------------------------------------------------------------------------- | --------- |
| 60 м                       | Светлана Набокина Россия                                                         | 7,24       | Ферена Зайлер Германия                                                     | 7,26      | Анна Богданович Белоруссия                                                    | 7,31      |
| 400 м                      | Олеся Зыкина Россия                                                              | 51,91      | Наталья Пигида Украина                                                     | 52,42     | Агнешка Карпесюк Польша                                                       | 53,09     |
| 800 м                      | Эвелина Сентовская-Дрык Польша                                                   | 2.01,50    | Элиза Кузма-Пиччоне Италия                                                 | 2.01,73   | Майте Мартинес Испания                                                        | 2.02,57   |
| 1500 м                     | Олеся Чумакова Россия                                                            | 4.15,28    | Эстер Действиат Испания                                                    | 4.16,56   | Наталья Корейво Белоруссия                                                    | 4.16,74   |
| 3000 м                     | Елена Сидорченкова Россия                                                        | 8.57,78    | Сильвия Вайсстайнер Италия                                                 | 8.58,94   | Сабрина Моккенхаупт Германия                                                  | 9.00,26   |
| 60 м с барьерами           | Джозефин Ония Испания                                                            | 7,93 CR    | Евгения Володько Белоруссия                                                | 8,07      | Татьяна Дектярёва Россия                                                      | 8,10      |
| Эстафета 800+600+400+200 м | Россия · Татьяна Палиенко · Татьяна Фирова · Юлия Гущина · Анастасия Капачинская | 4.43,22    | Беларусь · Светлана Усович · Ирина Хлюстова · Анна Козак · Анастасия Шуляк | 4.48,25   | Польша · Агнешка Совиньская · Малгожата Пскит · Гражина Прокопек · Марта Ешке | 4.53,23   |
| Прыжок в высоту            | Ариане Фридрих Германия                                                          | 2,00 м =CR | Рут Бейтиа Испания                                                         | 1,98 м    | Татьяна Кивимяги Россия                                                       | 1,95 м    |
| Прыжок в длину             | Людмила Колчанова Россия                                                         | 6,60 м     | Консепсьон Монтанер Испания                                                | 6,57 м    | Виктория Рыбалко Украина                                                      | 6,51 м    |
| Толкание ядра              | Дениз Хинрихс Германия                                                           | 17,84 м    | Ассунта Леньянте Италия                                                    | 17,74 м   | Оксана Гаус Россия                                                            | 17,27 м   |